# Boris Berman
Boris Berman (Mosca, 3 aprile 1948) è un pianista e docente russo.

## Biografia
È stato studente di Lev Oborin al Conservatorio di Mosca. Ha fatto il suo debutto a Mosca nel 1965. Entrò in un primo gruppo musicale, al momento l'unico in Russia, come clavicembalista. Allo stesso tempo ha lavorato con compositori contemporanei come Al'fred Šnitke e Edison Denisov. Ha suonato nelle prime esibizioni russe di opere di Arnold Schönberg, Karlheinz Stockhausen, Luciano Berio e György Ligeti. È stato anche solista ospite con diverse orchestre, tra cui l'Orchestra Filarmonica di Mosca e le orchestre da camera di Mosca.
Nel 1973 gli fu permesso di lasciare l'Unione Sovietica per Israele. Nel 1979 emigrò negli Stati Uniti e da allora ha insegnato alla Boston University, alla Brandeis University e all'Indiana University. Attualmente è a capo del Dipartimento di pianoforte della Yale School of Music. È stato il direttore fondatore della serie di concerti Music Spectrum in Israele (1975-84) e della serie Yale Music Spectrum negli Stati Uniti (1984-1997). Nel 2005 è stato nominato professore onorario del Conservatorio di Shanghai e nel 2013 è stato professore onorario del Royal Danish Conservatory di Copenaghen.
È apparso in numerosi concerti e festival in tutto il mondo con artisti e gruppi tra cui Mischa Maisky, Heinz Holliger, Aurèle Nicolet, Shlomo Mintz, György Pauk, Ralph Kirshbaum, Frans Helmerson, Claude Frank, Peter Frankl, Natal'ja Gutman, Tokyo Quartet, Vermeer Quartet, The Netherland Wind Ensemble, Royal Concertgebouw Orchestra, Gewandhaus Orchestra, la Philharmonia Orchestra (London), Toronto Symphony, Orchestra filarmonica d'Israele, Minnesota Orchestra, Detroit Symphony, Houston Symphony, Atlanta Symphony, Orchestra Filarmonica di San Pietroburgo e la Royal Scottish National Orchestra.
Tiene regolarmente corsi di perfezionamento in tutto il mondo ed è stato invitato a far parte di giurie negli Stati Uniti ed a concorsi internazionali, tra cui Leeds (Regno Unito), Dublino (Irlanda), Shanghai e il Concorso Arthur Rubinstein a Tel-Aviv.

## Registrazioni
Ha pubblicato registrazioni su diverse case discografiche, tra cui Philips, Deutsche Grammophon e Melodia. Le sue pubblicazioni comprendono:
- 2 CD di sonate per pianoforte di Aleksandr Skrjabin (Music and Arts)
- Recital of Shostakovich pianoforte works (Ottavo), che ha ricevuto l'Edison Classic Award nei Paesi Bassi
- 9 CD delle opere pianistiche complete di Sergej Prokof'ev (Chandos); è stato il primo pianista a registrare tutti i lavori per pianoforte solo di Prokof'ev
- Recitals di Debussy, Stravinskij e Šnitke, musica da camera di Janáček, e un Concerto di Stravinskij (con l'Orchestre de la Suisse Romande con Neeme Järvi (tutti pubblicati da Chandos)
- Debussy for Children (Ottavo)
- 2 pubblicazioni di opere per pianoforte preparato di John Cage (Naxos Records), che è stato nominato Top Recording dalla BBC Music Magazine
- Quintetti di piano di Šostakovič e Šnitke con il Vermeer Quartet (Naxos), che è stato nominato per un Grammy
- Una registrazione di Ragtimes di Scott Joplin (Ottavo)
- Sequenza IV per pianoforte come parte della collezione Naxos di sequenze complete di Luciano Berio
- Sonate di Brahms con il violoncellista Clive Greensmith (Biddulph), in cui ha usato un pianoforte Bechstein del 1867

## Libri
Ha anche scritto diversi lavori sulla tecnica del pianoforte e sulla registrazione del pianoforte, tra cui:
- "Appunti dalla panca del pianista" (Yale University Press) pubblicato nel 2000
- "Le sonate per pianoforte di Prokof'ev: una guida per l'ascoltatore e l'esecutore" (Yale University Press) pubblicato nel 2008
- Un'edizione bilingue delle partiture delle sonate per pianoforte di Prokof'ev (Shanghai Press) pubblicate nel 2011